# Miguel Tellado
Miguel Tellado Filgueira ([miˈɣel teˈʝaðo filˈɣejɾa]), né le 21 février 1974 à Ferrol (province de La Corogne), est un homme politique espagnol, membre du Parti populaire (PP), dont il est secrétaire général depuis 2025.
Il est élu en 2012 député au Parlement de Galice, après une carrière de journaliste puis de collaborateur politique. Il est promu par Alberto Núñez Feijóo porte-parole du PP de Galice en 2014 puis secrétaire général deux ans plus tard.
Sa carrière politique nationale commence en 2022, comme vice-secrétaire général du Parti populaire et sénateur. Élu député au Congrès lors des élections générales de 2023, il est nommé porte-parole du groupe parlementaire par Alberto Núñez Feijóo quelques mois plus tard, avec pour mission de mener une opposition virulente au nouveau gouvernement de Pedro Sánchez. Pour les mêmes raisons, il est promu en 2025 secrétaire général du PP.

## Famille
Miguel Tellado Filgueira naît le 21 février 1974 à Ferrol, dans la province de La Corogne. Il est le plus jeune d'une fratrie de sept enfants. Sa mère, Consuelo Filgueira Pérez, meurt en 2021.
Il est marié avec une journaliste rencontrée au cours de sa carrière. Ils ont deux enfants.

## Formation et carrière
Miguel Tellado étudie à l'université de Saint-Jacques-de-Compostelle (USC), où il obtient un diplôme en sciences politiques.
Il commence à travailler comme journaliste en 1997. Il travaille d'abord au sein de la radio municipale de la ville de Fene, puis rejoint un journal diffusé dans la comarque de Ferrol.
En 2003, il devient directeur du service de presse de la mairie de Ferrol, un poste qu'il occupe jusqu'à son recrutement en 2007 comme responsable des relations presse du groupe des élus du Parti populaire (PP) de la députation provinciale de La Corogne.

## Parcours politique

### Débuts
Initialement, Miguel Tellado gravite dans l'orbite du Bloc nationaliste galicien (BNG), après avoir milité au sein du Mouvement étudiant universitaire (MEU), un syndicat étudiant d'obédience nationaliste. Selon l'ancien maire de Fene Xosé María Rivera Arnoso, Miguel Tellado « se montrait ouvertement nationaliste et de gauche » et aurait envisagé d'adhérer au BNG, sans franchir le pas.
En 2009, il est nommé directeur de cabinet de la conseillère au Travail et au Bien-être social Beatiz Mato. Il quitte cette fonction en 2011 pour devenir directeur de cabinet du maire de Ferrol José Manuel Rey.

### Cadre du PP de Galice
Pour les élections régionales anticipées du 21 octobre 2012, Miguel Tellado est placé en 4e position sur la liste du Parti populaire (PP) dans la circonscription de La Corogne.
Le 16 septembre 2014, le président du PP de Galice (PPdeG) et président de la Junte Alberto Núñez Feijóo crée la surprise en le nommant porte-parole du PPdeG. Il accède à ce poste, vacant depuis plus de trois mois, alors qu'il ne fait même pas partie de la direction du groupe parlementaire et que son nom n'était pas cité parmi les potentiels candidats, la nomination d'une femme étant attendue en raison du caractère exclusivement masculin des plus hauts dirigeants du PP en Galice.
L'élection d'Alfonso Rueda comme président du PP de la province de Pontevedra en mars 2016 oblige Alberto Núñez Feijóo à choisir un nouveau secrétaire général du PPdeG. À nouveau, le président du PPdeG fait le choix de la surprise et appelle à cette fonction le 7 mai suivant Miguel Tellado alors qu'il ne faisait pas partie de la liste officieuse des prétendants. Anticipant une campagne électorale difficile, Feijóo choisit Tellado pour sa véhémence et sa capacité à attaquer frontalement ses adversaires. La liste pour la commission exécutive dont Miguel Tellado fait partie est ratifiée le lendemain à plus de 97 % des suffrages exprimés.
Il est reconduit dans ses fonctions lors du congrès de juillet 2021.

### Vice-secrétaire national du PP
Après avoir été élu président national du Parti populaire lors du XXe congrès, Alberto Núñez Feijóo compose le 3 avril 2022 le noyau dur de son équipe de direction et promeut ainsi Miguel Tellado vice-secrétaire général délégué à l'Organisation. Il a la responsabilité de coordonner le parti sur l'ensemble du territoire. Remplacé le 22 mai suivant par Paula Prado au secrétariat général du PP de Galice, il est élu le 24 sénateur par le Parlement galicien, par 41 voix pour et 31 abstentions, alors que la tradition voulait jusqu'à présent que l'élection se fasse à l'unanimité, et démissionne de l'assemblée régionale. Il est assermenté dès le lendemain par le président du Sénat Ander Gil au palais du Sénat à Madrid. Son siège est repris le 15 juin par María Belén Salido.
Après la décision du président du gouvernement socialiste Pedro Sánchez de convoquer des élections générales anticipées le 23 juillet 2023, Miguel Tellado est intégré le 2 juin à la direction du comité de campagne du PP, avec pour mission de constituer les listes de candidats dans les différentes circonscriptions. Dix jours plus tard, il est investi tête de liste au Congrès des députés dans la circonscription de La Corogne. La répartition des responsabilités internes au PP au sein du « triumvirat » qu'il forme avec la secrétaire générale Cuca Gamarra et le coordonnateur général Elías Bendodo se révèle inefficace, source de tensions et de critiques après la victoire à la Pyrrhus des élections générales,.

### Porte-parole du groupe au Congrès
Le 27 novembre suivant, Miguel Tellado est choisi par Alberto Núñez Feijóo comme porte-parole du groupe populaire au Congrès des députés en remplacement de Cuca Gamarra. Son nom était effectivement cité depuis plusieurs jours pour occuper cette fonction, ce qui aurait pour conséquence de dissoudre le « triumvirat » au sein de la direction du PP. Le journal El País analyse le choix de ce représentant de « l'aile dure » du PP comme celui d'une « ligne dure » et d'une « opposition sans pitié » tandis que l'agence Europa Press cite des sources internes qui présentent Miguel Tellado comme un « profil dur » en adéquation avec l'opposition « ferme » et « implacable » que le PP entend exercer. La députée Carmen Fúnez le remplace comme vice-secrétaire à l'Organisation.
D'après El País en janvier 2024, sa manière d'exercer le porte-parolat est critiquée par ses homologues des autres groupes, sauf de Vox, qui lui reprochent des interventions agressives, trop longues, hors de propos et sa mise en cause permanente de la présidente du Congrès Francina Armengol lors des réunions à huis clos de la conférence des portes-paroles, qui présentent un caractère essentiellement technique.

### Secrétaire général du PP
Alors que le Parti populaire se prépare à la tenue de son XXIe congrès, Alberto Núñez Feijóo annonce le 2 juillet 2025 qu'il nommera Miguel Tellado au poste de secrétaire général. Attendue, cette nomination s'inscrit selon Público dans la nécessité pour le président du parti de disposer de profils « radicaux et durs » dans une optique de concurrencer Vox au sein de l'électorat conservateur. Il prend ainsi la suite de Cuca Gamarra, en fonction depuis 2022, et cède ses responsabilités parlementaires à la députée Ester Muñoz. Le périmètre de ses compétences est élargi par rapport à sa prédécesseure dans la mesure où il récupère les fonctions de la vice-secrétaire générale à l'Organisation, faisant de lui le seul responsable des affaires internes, des relations avec les fédérations territoriales et de l'organisation des campagnes électorales. Il entre en fonction le 5 juillet avec la réélection d'Alberto Núñez Feijóo à la présidence du PP.